# 20:20
20:20 è una compilation dei Planet Funk pubblicata il 20 febbraio del 2020 con delle loro canzoni celebri.

## Tracce
CD 1:
- Chase the Sun [1]
- Who Said [1]
- Inside All the People [1]
- Inside All the People (Harveys Ibiza Sleepy Mix) [1]
- The Switch [1]
- Paraffin [1]
- Rosa Blu [1]
- One Step Closer (feat. Jim Kerr) [1]
- Stop Me [1]
- Everyday [1]

CD 2:     
- Its Your Time [1]
- Static [1]
- Lemonade [1]
- Another Sunrise [1]
- Ora il mondo è perfetto (feat. Giuliano Sangiorgi) [1]
- We-People [1]
- You Can Be [1]
- Revelation [1]
- All on Me [1]
- Non Stop (Italo Disco Mix) [1]